# Calvin Kattar
Calvin Kattar, född 26 mars 1988 i Methuen, är en amerikansk MMA-utövare som sedan 2017 tävlar i organisationen Ultimate Fighting Championship.